# SoftBank 823T
SoftBank 823T（ソフトバンク はちにーさんティー）は東芝が開発しソフトバンクモバイルが販売するW-CDMA通信方式の携帯電話端末。2008年8月16日に発売。

## 主な機能・サービス
- QRコード読み取り
- 世界対応ケータイ（3G）

| 主な対応サービス | 主な対応サービス       | 主な対応サービス               |
| ---------------- | ---------------------- | ------------------------------ |
| S!一斉トーク     | ホットステータス       | Yahoo!mocoa                    |
| S!ループ         | S!タウン               | S!速報ニュース                 |
| S!情報チャンネル | S!FeliCa               | PCサイトブラウザ               |
| 電子コミック     | S!アプリ（メガアプリ） | 着うたフル／着うた             |
| アレンジメール   | S!アドレスブック       | 3Gお天気アイコン               |
| レコメール       | TVコール               | 世界対応ケータイ（W-CDMA専用） |
| S!GPSナビ        | デルモジ表示           | ワンセグ                       |
| 3G ハイスピード  | おなじみ操作           | ダブルナンバー                 |
| 着デコ           |                        |                                |

## ワンセグ
- 連続視聴時間：約3時間10分